# Tropheops macrophthalmus
Tropheops macrophthalmus és una espècie de peix pertanyent a la família dels cíclids i al superordre dels acantopterigis.

## Etimologia
L'epítet macropthalmus prové dels mots grecs macros (gran) i opthalmus (ull), i fa referència als grans ulls d'aquesta espècie.

## Descripció
Fa 11,5 cm de llargària màxima. Boca petita i amb la mandíbula inferior més curta que la superior. Presència de dents premolars a les fileres exteriors i de dents còniques engrandides als costats de la mandíbula superior. 5 fileres de dents a la mandíbula inferior i 6 a la superior. Aleta dorsal amb 17 espines i 8 radis. Aleta anal amb 3 espines i 7 radis. Línia lateral amb 28-30 escates. 3 fileres d'escates a les galtes. Ulls grans. Cresta occipital baixa. Les femelles són de color marró amb les espines i els radis de color marró fosc a les aletes dorsal, pelvianes, anal i caudal, mentre que les pectorals tenen els radis foscos i les membranes clares. Els mascles, sovint, no són completament de color groc, ja que tenen una mica de blau al cap i, de vegades també a les aletes (encara que mai taques ni bandes ni franges). Aquesta espècie es diferencia de totes les altres del seu gènere pel seu perfil gairebé perpendicular i la coloració pàl·lida de les aletes, les quals no tenen cap taca, bandes o franges (llevat d'un punt brillant a l'aleta anal dels mascles).

## Reproducció
És incubador bucal i la posta és de 40-70 ous. Els mascles reproductors són molt territorials i defensen una gran àrea rocallosa com a territori, mentre que les femelles són solitàries.

## Alimentació
És herbívor i el seu nivell tròfic és de 2,13.

## Hàbitat i distribució geogràfica
És un peix d'aigua dolça, demersal i de clima tropical (23 °C-25 °C; 9°S-15°S), el qual viu a l'Àfrica sud-oriental: és un endemisme dels hàbitats rocallosos del llac Malawi a Malawi, Moçambic i Tanzània.

## Observacions
És inofensiu per als humans, el seu índex de vulnerabilitat és baix (10 de 100) i la seua principal amenaça és la sedimentació del seu hàbitat rocallós litoral.